# Bouillante
Bouillante (en créole guadeloupéen : Bouyant) est une commune française, située dans le DOM-ROM archipel de Guadeloupe. La commune est notable en raison de la réserve Cousteau à Malendure et de la centrale géothermique de Bouillante qui est l'une des deux centrales géothermiques de France.
Ses habitants sont appelés les Bouillantais et les Bouillantaises.

## Géographie

### Situation

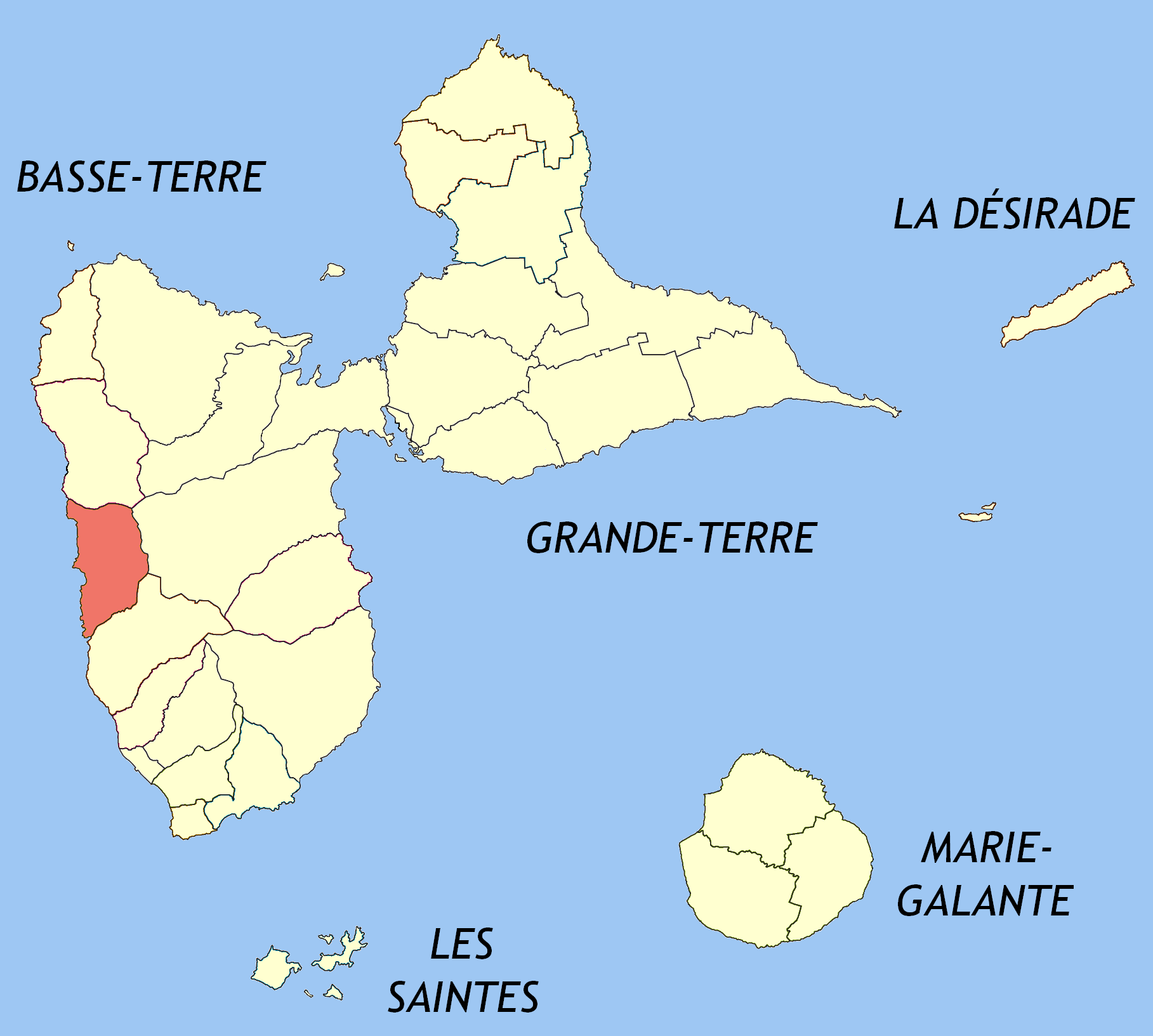
En rouge le territoire communal de la commune de Bouillante.

De 43,5 km2 de superficie totale, la commune de Bouillante se situe dans l'ouest de l'île de la Basse-Terre sur côte-sous-le-vent. Elle s'étend sur le versant occidental du massif volcanique de Basse-Terre qui se jette dans la mer des Caraïbes. La commune est traversée notamment par la rivière de Bouillante (au cœur de son bourg), la rivière Lostau (à Galets), la rivière Bourceau (à Pigeon), la rivière Colas (qui marque la limite du territoire communal avec celui de Pointe-Noire au nord) ainsi que, sur quelques centaines de mètres, par la rivière Grande Plaine qui y prend sa source au Morne à Louis.
Bouillante est limité au sud avec Vieux-Habitants (au niveau de la ravine Renoir et l'Anse à la Barque), à l'est avec Petit-Bourg (par les crêtes et en particulier celle des Pitons de Bouillante, ou Sauts de Bouillante, à environ 1 096 m d'altitude, et les Mamelles à 716 et 718 m), et au nord avec Pointe-Noire (par la rivière Colas et les Mamelles).
|                  | Pointe-Noire    |             |
| Mer des Caraïbes | Bouillante      | Petit-Bourg |
|                  | Vieux-Habitants |             |

## Urbanisme

### Typologie
Bouillante est une commune rurale, car elle fait partie des communes peu ou très peu denses, au sens de la grille communale de densité de l'Insee,,,. Elle appartient à l'unité urbaine de Bouillante, une agglomération intra-départementale regroupant 1 commune et 6 381 habitants en 2022, dont elle une ville isolée,.
Par ailleurs la commune fait partie de l'aire d'attraction de Bouillante, dont elle est une commune-centre. Cette aire, qui regroupe 1 commune, est catégorisée dans les aires de moins de 50 000 habitants,.
La commune, bordée par la Mer des Caraïbes à l'ouest, est également une commune littorale au sens de la loi du 3 janvier 1986, dite loi littoral. Des dispositions spécifiques d’urbanisme s’y appliquent dès lors afin de préserver les espaces naturels, les sites, les paysages et l’équilibre écologique du littoral, par exemple le principe d'inconstructibilité, en dehors des espaces urbanisés, sur la bande littorale des 100 mètres, ou plus si le plan local d’urbanisme le prévoit,.

### Lieux-dits et hameaux
La commune est constituée de hameaux correspondant chacun à un chemin partant de la route nationale 2 qui traverse la commune du nord au sud en longeant la côte, et se terminant la plupart du temps en cul-de-sac dans la montagne au niveau d'une ancienne «habitation ». Les principaux lieux-dits sont : Bois-Malher, Caféière, Coreil, Courbaril, Desmarais, Galets, la Lise, Malendure, Monchy, Muscade, Pigeon, Plateau, Thomas, Vanier et Village.

## Toponymie
La commune est la réunion de deux quartiers Islets à Goyaves, devenu par la suite Islet Pigeon – du nom d'un propriétaire terrien important de l'époque –, avec Fontaines Bouillantes. L'ensemble est devenu Bouillante. Le nom de Fontaines Bouillantes puis Bouillante viennent des multiples sources thermale d'eau chaude situées sur le territoire communal.

## Histoire
Pour un article plus général, voir Histoire de la Guadeloupe.
Bouillante est l'une des premières communes à avoir été peuplée par les Français en Guadeloupe, en 1638, soit trois ans après le débarquement des premiers colons à la pointe Allègre, en 1635 et deux ans après la fondation de la commune voisine de Vieux-Habitants, en 1636. La population se compose alors de quelques familles.

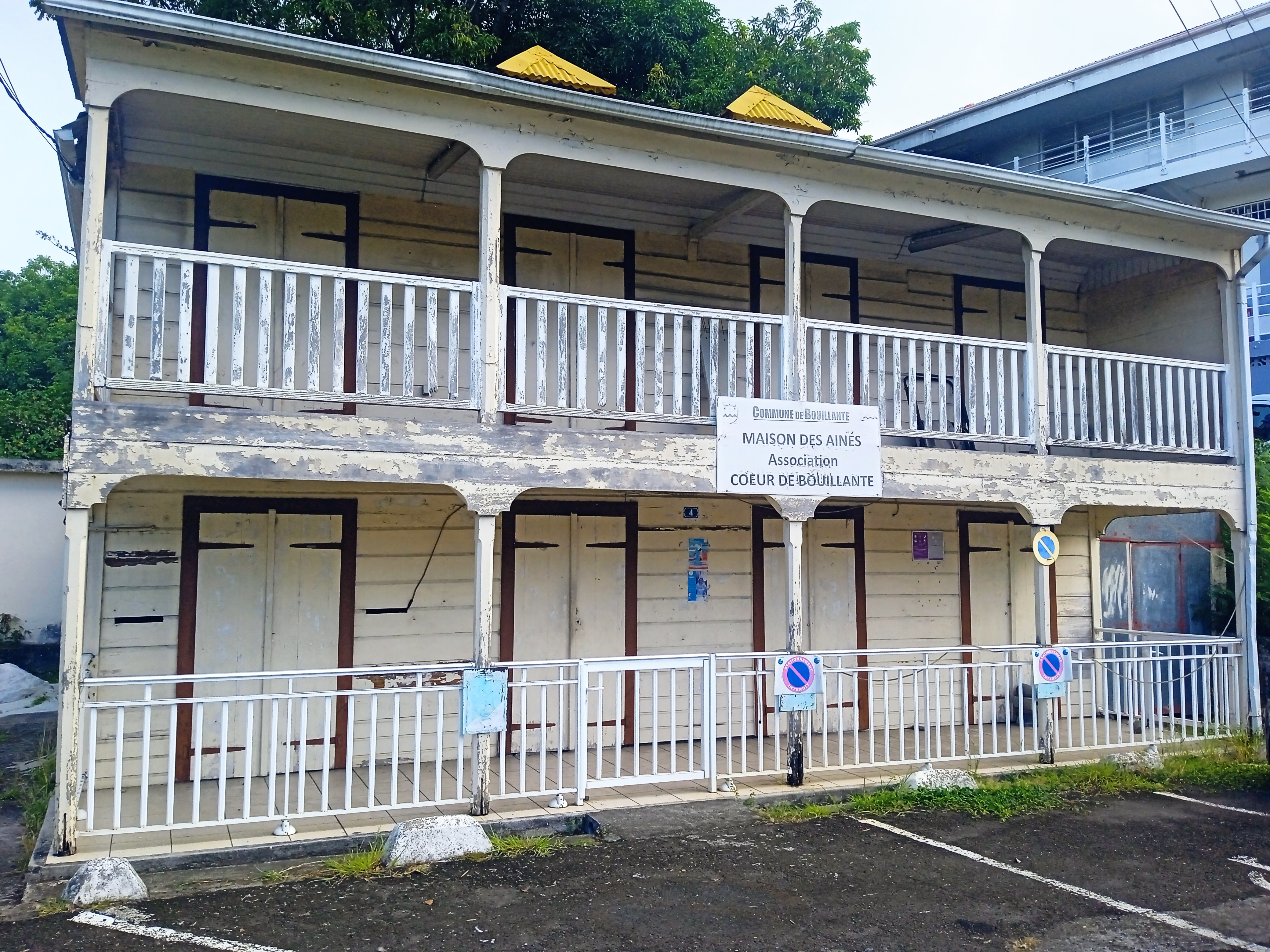
Ancienne mairie de Bouillante, aujourd'hui maison des Aînés.

En novembre 1865, l'épidémie de choléra qui sévit sur l'île depuis quelques mois arrive à Bouillante et fait en six mois plus de deux cents morts (soit environ 10 % de la population municipale de l'époque).
La mairie est construite en 1886 sur le modèle d'une maison haut-et-bas. Elle est élaborée en bois et couverte par un toit à croupes en tôle. La galerie est ajoutée par la suite. Elle perd ses fonctions de mairie en 1968 lorsque est construite l'actuelle mairie par Gérard-Michel Corbin. Restaurée et agrandie en maçonnerie en 1990, elle devient alors la maison des Aînés.

## Politique et administration

### Rattachements administratifs et électoraux
La commune appartient à l'arrondissement de Basse-Terre et au canton de Sainte-Rose-1 depuis le redécoupage cantonal de 2014. Avant cette date, elle était le chef-lieu du canton de Bouillante
Pour l'élection des députés, Bouillante fait partie depuis 1988 de la quatrième circonscription de la Guadeloupe.

### Intercommunalité
Bouillante fait partie de la communauté d'agglomération Grand Sud Caraïbe avec dix autres communes.

### Liste des maires
| Période                                  | Période                          | Identité               | Étiquette                               | Qualité |
| ---------------------------------------- | -------------------------------- | ---------------------- | --------------------------------------- | --- |
| 1795                                     | ?                                | François Moncade       |                                         | |
| 1er janvier 1838                         | 1er janvier 1847                 | Laurent Lafages        |                                         | |
| 1er janvier 1847                         | 22 août 1849                     | Victorin Lesueur       |                                         | |
| 22 août 1849                             | 24 août 1852                     | Eucher Paris-Desjordon |                                         | |
| 24 août 1852                             | 19 janvier 1875                  | Vital Lative           |                                         | |
| 19 janvier 1875                          | 4 mai 1876                       | Jules Gascon           |                                         | |
| 4 mai 1876                               | 16 septembre 1878                | Nazer Félicité         |                                         | |
| 16 septembre 1878                        | 11 juin 1882                     | Pierre Berthelot       |                                         | |
| 11 juin 1882                             | 22 mai 1888                      | Joseph Rezzi           |                                         | |
| 22 mai 1888                              | 1892                             | Pierre Berthelot       |                                         | |
| 1892                                     | 20 mai 1900                      | Emmanuel Letin         |                                         | |
| 20 mai 1900                              | 10 mai 1908                      | Georges Turlet         |                                         | |
| 10 mai 1908                              | 1925                             | Amélius Félix          |                                         | |
| mai 1925                                 | mai 1929                         | Vincent Honoré         |                                         | |
| 12 mai 1929                              | 14 mars 1941                     | Émile Chaulet          |                                         | |
| 14 mars 1941                             | juillet 1943                     | Jean Marsolle          |                                         | Industriel, maire nommé |
| juillet 1943                             | mai 1945                         | Vincent Honoré         |                                         | Maire nommé |
| 3 juin 1945                              | 3 mai 1953                       | Abel Racon             | SFIO                                    | |
| 3 mai 1953                               | 11 mars 1983                     | Raymond Guilliod       | PCF puis RPF puis UNR puis UDR puis RPR | Directeur de CEG Député de la 3e circonscription de la Guadeloupe (1973 → 1981) Conseiller général du canton de Bouillante (1951 → 1982)                                                   |
| 11 mars 1983                             | 9 décembre 1984                  | Isidore Canope         | PS                                      | |
| 9 décembre 1984                          | janvier 2005 (démission)         | Philippe Chaulet       | RPR puis UMP                            | Gérant de société Député de la 4e circonscription de la Guadeloupe (1993 → 2002) Conseiller général du canton de Bouillante (1982 → 1994 puis 2001 → 2008)                                 |
| 9 janvier 2005                           | mars 2008                        | Robert Racon           | DVD                                     | Retraité de l'Éducation nationale |
| mars 2008                                | mars 2014                        | Jean-Claude Malo       | DVG                                     | Journaliste Ancien conseiller général du canton de Bouillante (1994 → 2001) Conseiller régional de Guadeloupe (2004 → 2010) Vice-président du conseil régional de Guadeloupe (2004 → 2010) |
| mars 2014                                | en cours réélection en mars 2020 | Thierry Abelli         | RFB-DVD                                 | Ancien directeur général adjoint des services de la région Guadeloupe |
| Les données manquantes sont à compléter. |                                  |                        |                                         | |

### Jumelages
- Marlenheim (France)[19]
- Sainte-Anne (Martinique) (France)
- Castries (Sainte-Lucie) ()

## Population et société

### Démographie
L'évolution du nombre d'habitants est connue à travers les recensements de la population effectués dans la commune depuis 1961, premier recensement postérieur à la départementalisation de 1946. À partir de 2006, les populations de référence des communes sont publiées annuellement par l'Insee. Le recensement repose désormais sur une collecte d'information annuelle, concernant successivement tous les territoires communaux au cours d'une période de cinq ans. Pour les communes de moins de 10 000 habitants, une enquête de recensement portant sur toute la population est réalisée tous les cinq ans, les populations de référence des années intermédiaires étant quant à elles estimées par interpolation ou extrapolation. Pour la commune, le premier recensement exhaustif entrant dans le cadre du nouveau dispositif a été réalisé en 2007.

En 2022, la commune comptait 6 381 habitants, en évolution de −10,79 % par rapport à 2016 (Guadeloupe : −2,67 %, France hors Mayotte : +2,11 %).
| 1961  | 1967  | 1974  | 1982  | 1990  | 1999  | 2006  | 2007  | 2012  |
| ----- | ----- | ----- | ----- | ----- | ----- | ----- | ----- | ----- |
| 6 442 | 6 890 | 6 364 | 6 649 | 6 973 | 7 336 | 7 511 | 7 536 | 7 481 |

| 2017  | 2022  | - | - | - | - | - | - | - |
| ----- | ----- | - | - | - | - | - | - | - |
| 7 024 | 6 381 | - | - | - | - | - | - | - |

### Enseignement

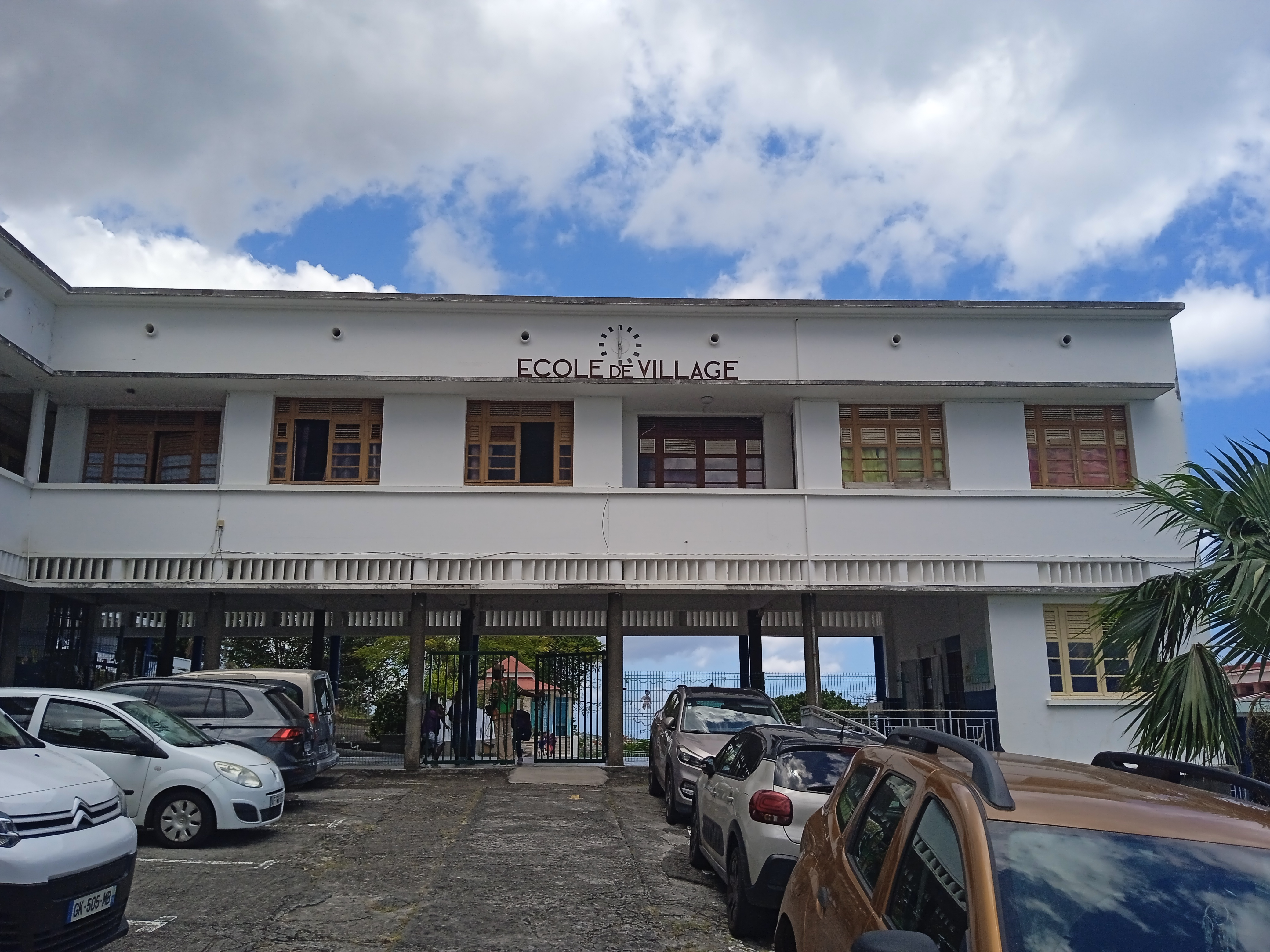
école de Village

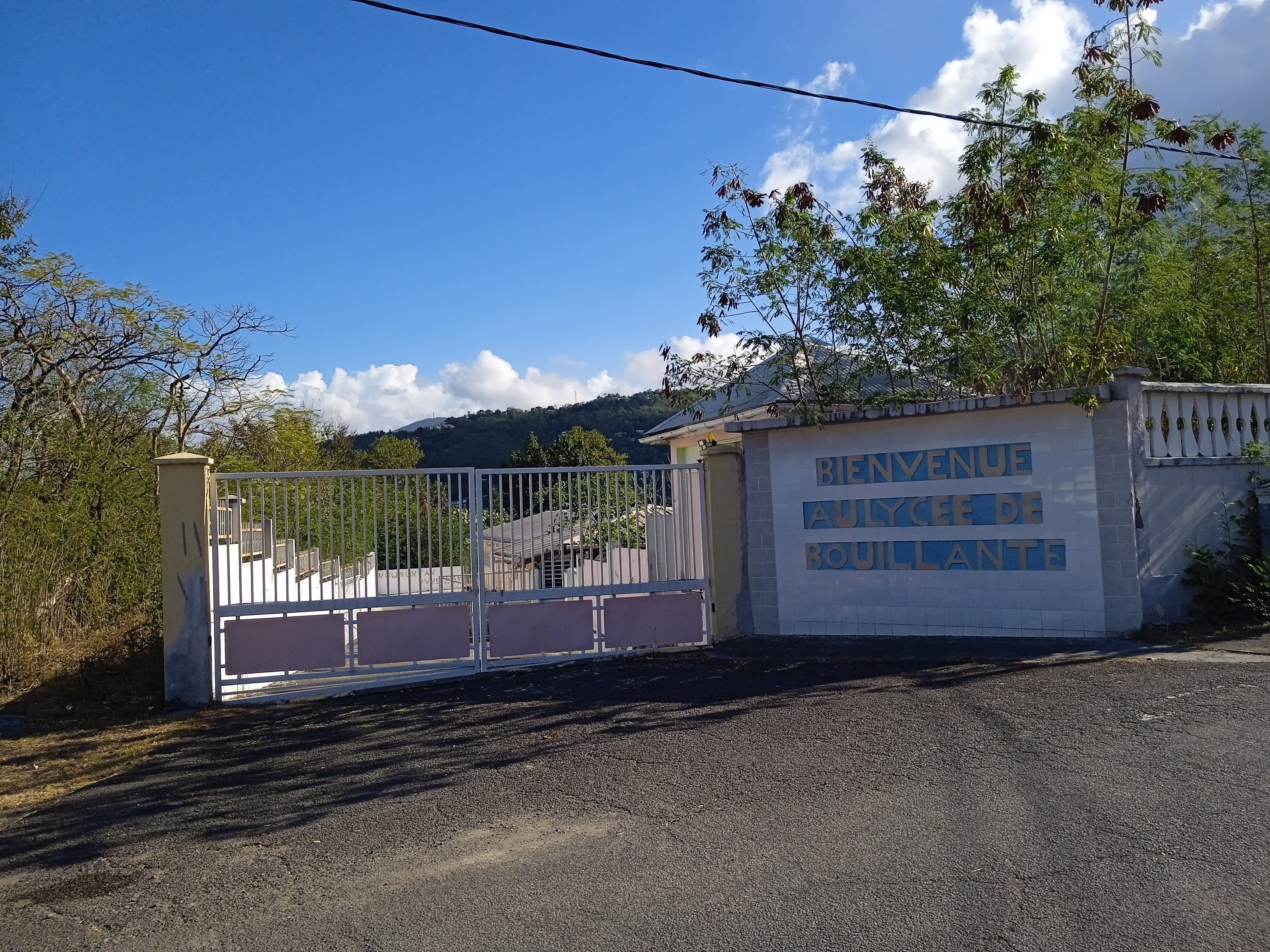
Lycée de Bouillante

Comme toutes les communes de l'archipel de la Guadeloupe, Bouillante est rattachée à l'Académie de la Guadeloupe. La ville possède sur son territoire trois écoles maternelles (Bourg, Malendure et Pigeon) et cinq écoles primaires (Bourg, Malendure, Pigeon, Village et Les Ateliers de Matouba (spécialisée et privée)).
Pour l'enseignement secondaire, la ville accueille sur son territoire le collège Fontaines-Bouillantes, une section d'enseignement professionnel rattachée au lycée polyvalent de Pointe-Noire historiquement connue comme Lycée de Bouillante, la section comprenant, outre l'enseignement professionnel, deux dispositifs ULIS et une Unité d'enseignement externalisée (UEE).

### Santé
Le centre hospitalier Maurice-Selbonne (CHMS) est un établissement public centre de ré-éducation qui accueille aussi des traitements de maladies chroniques avec une capacité totale de 82 lits. Il est équipé depuis juillet 2021 d'un scanner. Les laboratoires du centre sont ouverts à tout public à raison d'une ordonnance et d'un rendez-vous. La commune abrite quatre cabinets de médecins, des cabinets de kinésithérapeutes, des cabinets d'infirmières. Les urgences sont traitées au centre hospitalier de Basse-Terre ou au CHU de Pointe-à-Pitre.

### Sports
La commune de Bouillante possède deux installations sportives avec le stade Raymond-Guillod et la salle multi-sports Gilles-Échevin. Ils accueillent les clubs sportifs bouillantais suivant :
- Club sportif bouillantais (CSB), football
- La Résistance de Bouillante, football
- Club cycliste du sud Basse-Terre (CCSBT), cyclisme
- Athlétique club de Bouillante (ACB), athlétisme et hand-ball, qui a notamment eu comme licenciés les athlètes Léone Bertimon, Pierre-Marie Hilaire, Évelyne Élien et Jérôme Romain.

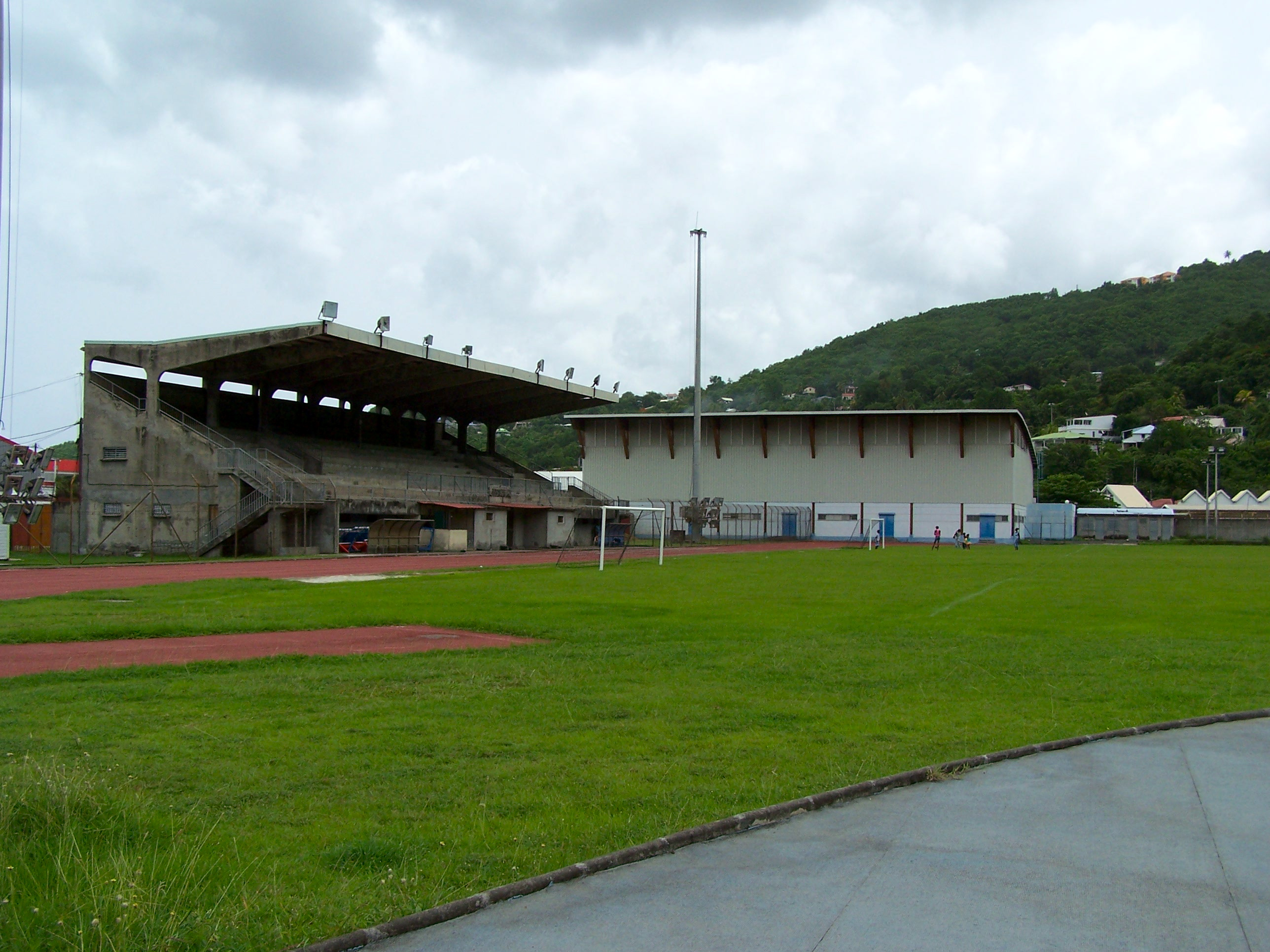
Le stade Raymond-Guillod.
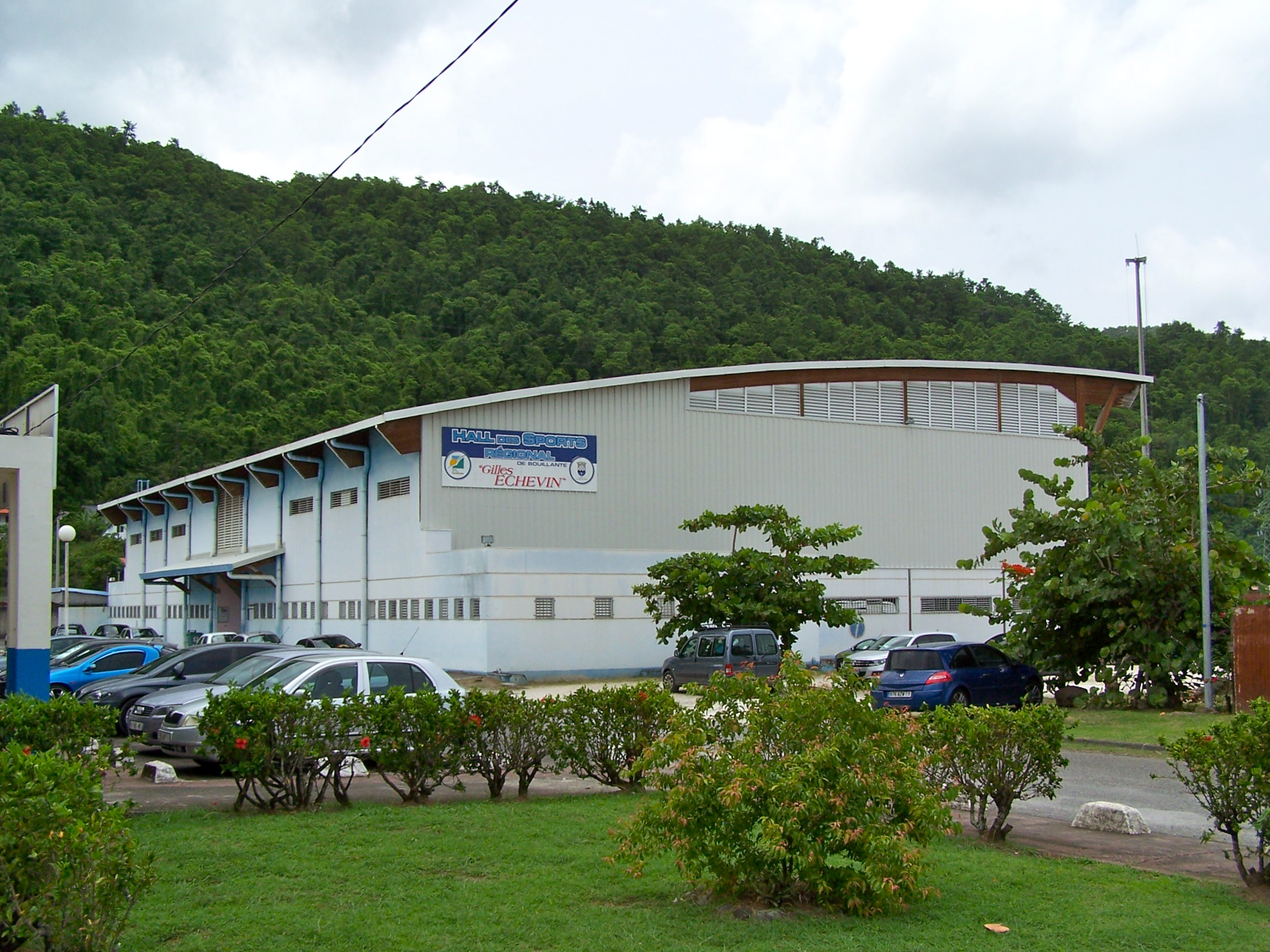
la salle multisports Gilles-Échevin.

## Économie

### Secteur primaire
La commune est initialement une commune agricole réputée pour son café, son cacao et plus généralement les jardins créoles. La pêche et la production de café représente toujours une certaine partie de l'activité de la commune. Bouillante est néanmoins l'une des communes les plus pauvres de Guadeloupe avec un taux de chômage proche des 33.9 % en 2018.
Depuis 1999, l'entreprise bouillantaise SAS Océan a développé la pisciculture marine avec l'exploitation d'un parc aquacole, situé à Pointe-Noire au large de Malendure, produisant environ de 20 à 40 tonnes de poissons par an, principalement de Loups des Caraïbes ou Ombrines ocellées (Sciaenops ocellatus),,. Elle s'est aussi diversifiée dans l'aquaculture en eau douce et les écloseries (alevins et juvéniles) ainsi que l'écotourisme.

### Secteur secondaire

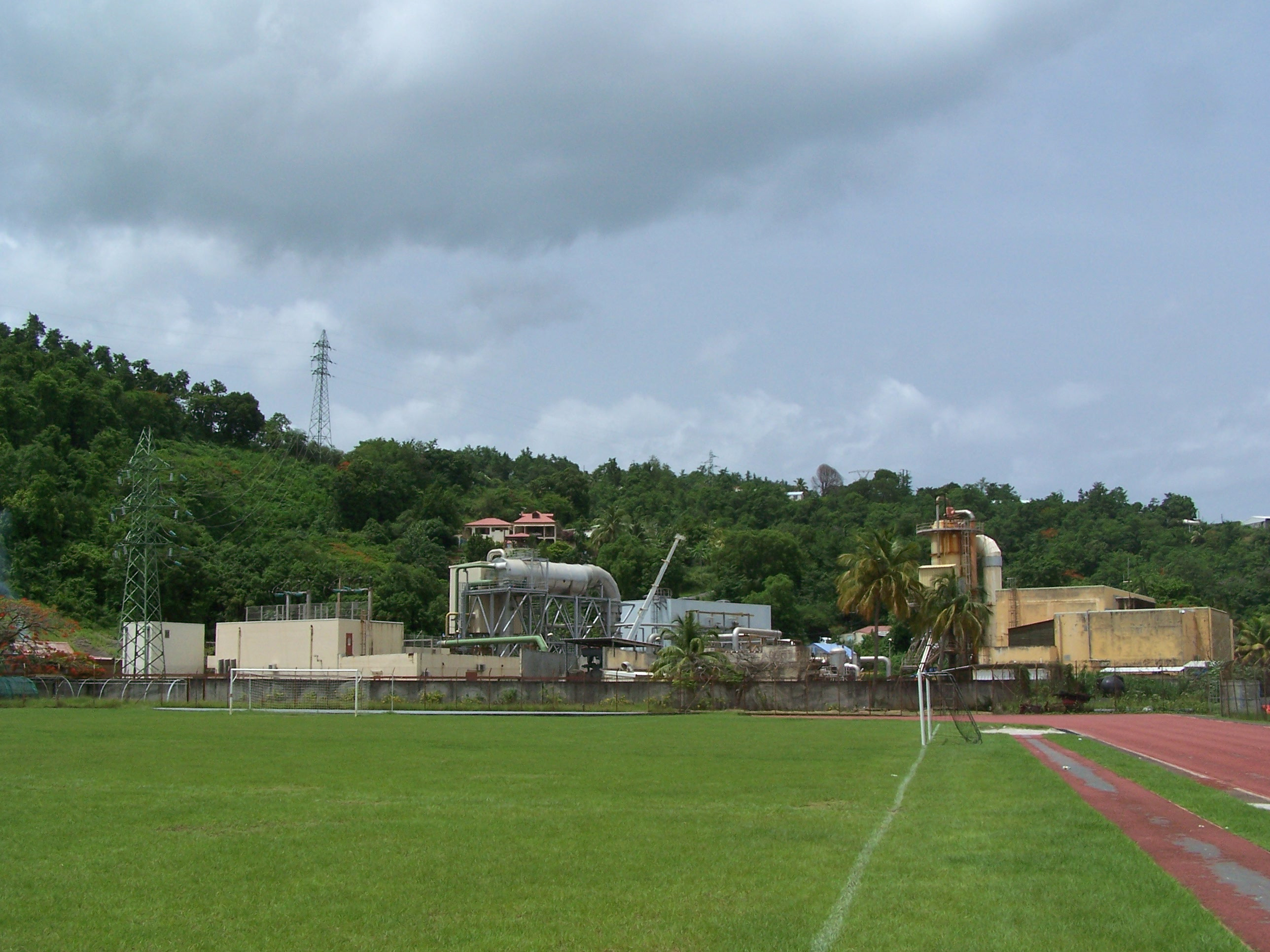
La centrale géothermique de Bouillante.

La centrale géothermique de Bouillante — qui n'est pas tributaire des conditions climatiques, et peut donc produire de l'électricité en continu avec une puissance installée de 15 MW —, produit de l'ordre de 5 % de l'électricité consommée en 2016 en Guadeloupe grâce à ses deux générateurs. Depuis janvier 2020, la commune perçoit des taxes (à hauteur de 180 000 euros/an) alors que l'entreprise, devenue privée en 2016 après son acquisition par Ormat Technologies (en), en était exemptée depuis sa création en 1986.

### Secteur tertiaire
La principale ressource de la commune aujourd'hui est le tourisme. Ainsi Bouillante est la capitale guadeloupéenne de la plongée sous-marine. Chaque année, la réserve Cousteau – nommée ainsi en raison des nombreux séjours faits par Jacques-Yves Cousteau à Malendure à partir de 1959 pour la mise au point de ses techniques de prise de vues sous-marines – à proximité des îlets Pigeon attire des milliers de plongeurs chaque année.
Depuis 2006, la ville accueille le salon d'artisanat « Guadeloupe prestige » qui se déroule chaque année durant un week-end de février ou de mars dans le hall des sports Gilles-Échevin avec en moyenne une centaine d'exposants (artisans d'art et agro-transformateurs principalement) et près de 10 000 visiteurs.

## Culture locale et patrimoine

### Lieux et monuments
- La réserve Cousteau est un lieu réputé de plongée sous-marine. Les principales plages sont la plage de Malendure et celle du Petit Malendure ; et la plage de Petite Anse.
- La pointe de l'Ermitage est également un site panoramique, comme la pointe Marsolle qui lui fait face.
- Parc national de la Guadeloupe avec le parc des Mamelles, le Zoo de Guadeloupe au Parc des Mamelles (accueillant racoon, Pic de Guadeloupe, et scieur de long) et botanique, et la forêt Espérance.
- L'église Saint-Louis de Bouillante. L'église est dédiée à saint Louis.
- Le Monument aux morts.
- Les anciennes exploitations agricoles classées aux monuments historiques : Habitation La Lise, Habitation Massieux, Habitation Muscade, Habitation Thomas ou non classée : Habitation Grange Bel'Ô.
- La chapelle de Bouillante et le bâtiment des Postes sont par ailleurs l'œuvre de l'architecte Ali Tur réalisés entre 1930 et 1932[33]
- L'anse de la pointe des tortues, à la pointe des Trois Tortues
- La source chaude de Thomas (à la pointe Joubert), source thermale chaude (70 °C) formant une petite piscine naturelle dans la mer.
- Le Bain du Curé à la pointe à l'Abbé sur le lieu-dit Pigeon.
- Le Mémorial de la liberté à Village et l'habitation d'Huy
- Une association de préservation du milieu marin, des cétacés et des tortues marines active depuis 25 ans: l'association Evasion Tropicale et son musée Balen ka Souflé
- La salle de spectacle L'Atrium.
- Face à la Mairie, la Colonne commémorative du centenaire de la Révolution française dont le buste de Marianne est des sculpteurs Charles Gauthier et Jacques France[34].

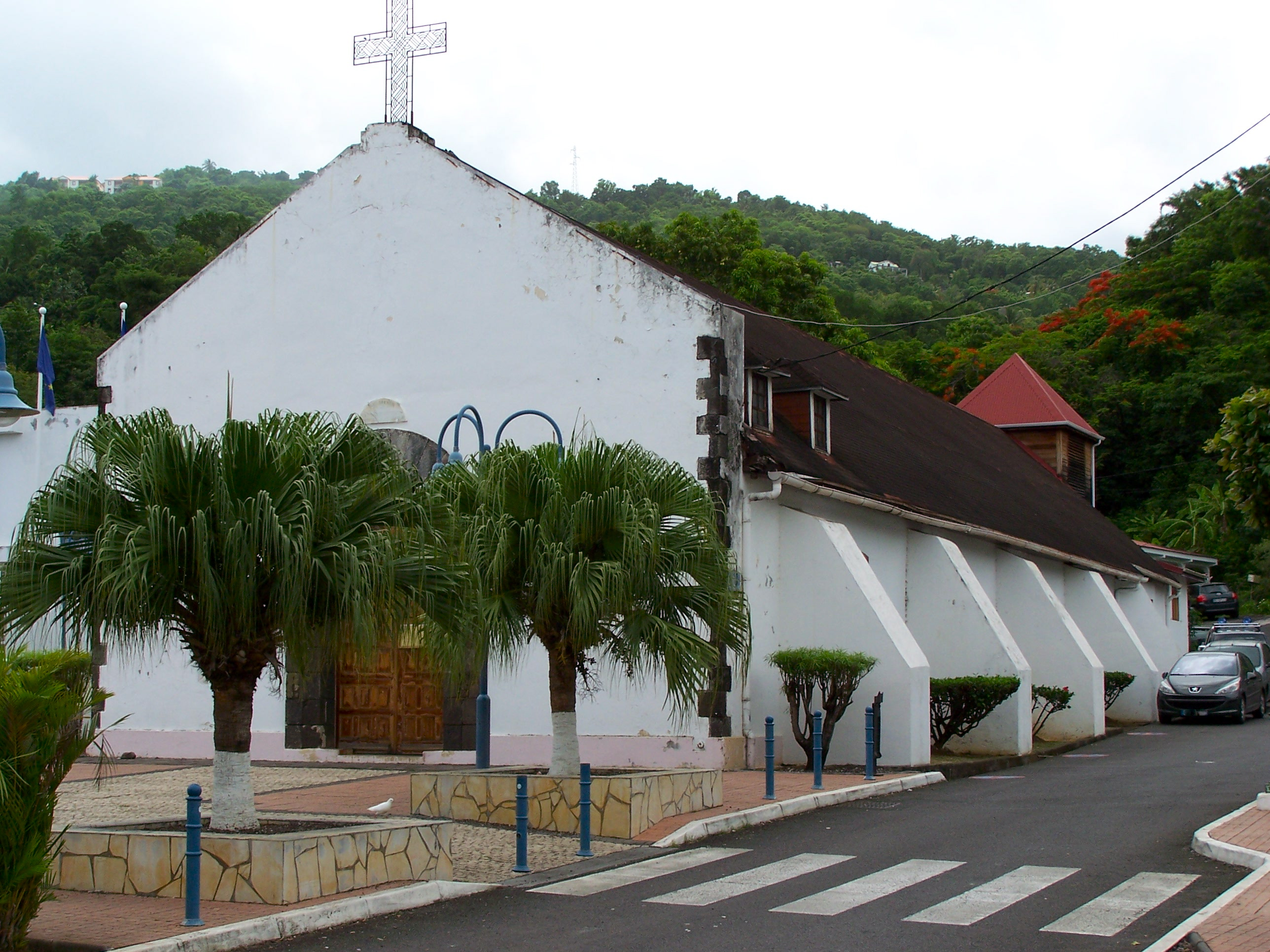
L'église Saint-Louis de Bouillante.
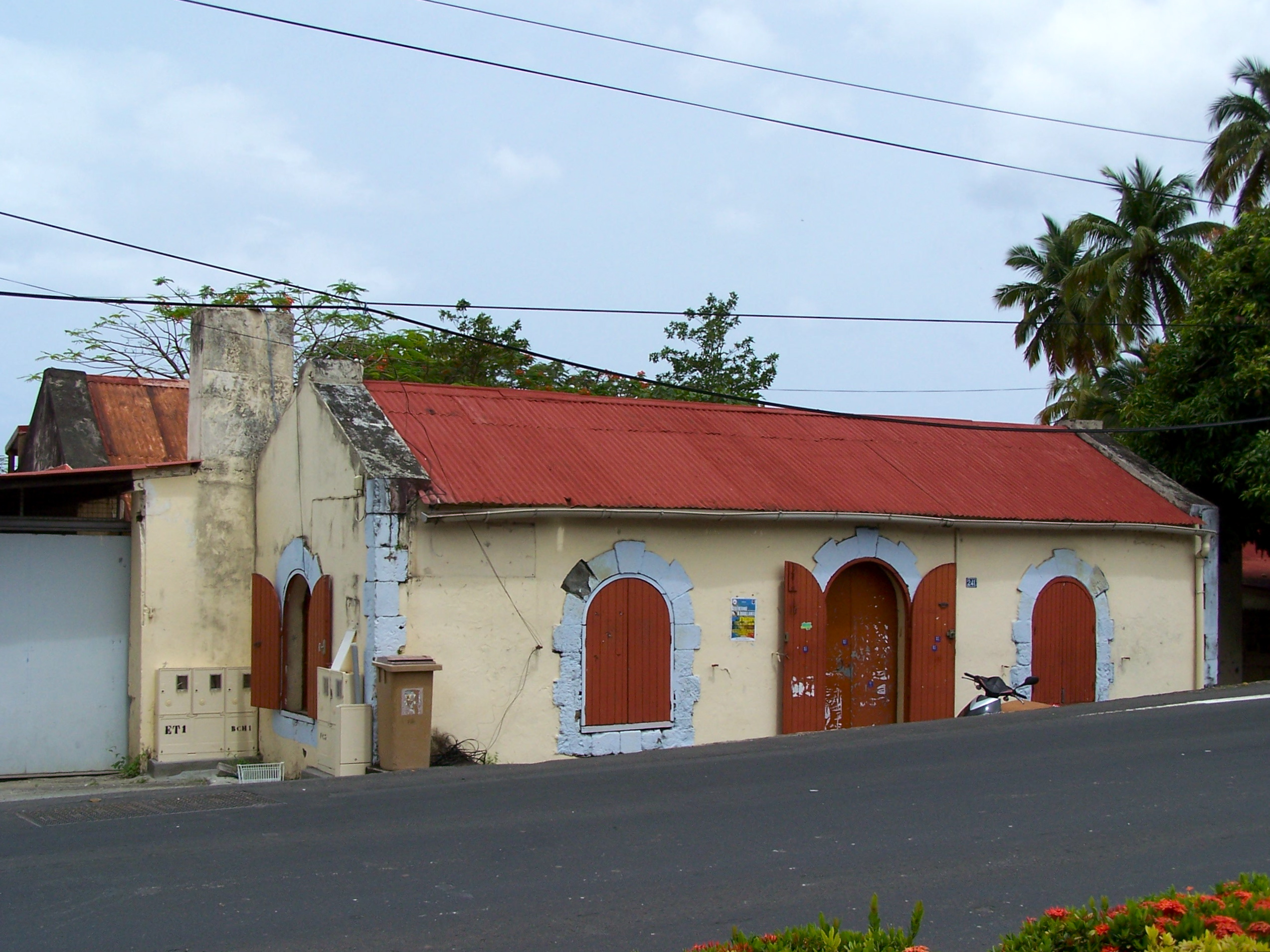
Ancienne prison de Bouillante.
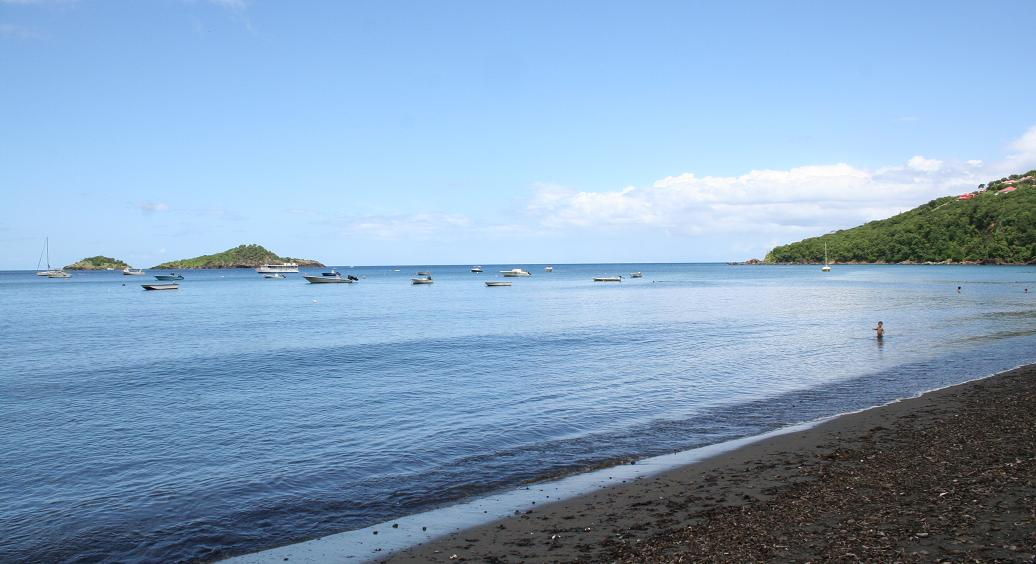
Vue de la plage de Malendure et des îlets Pigeon.
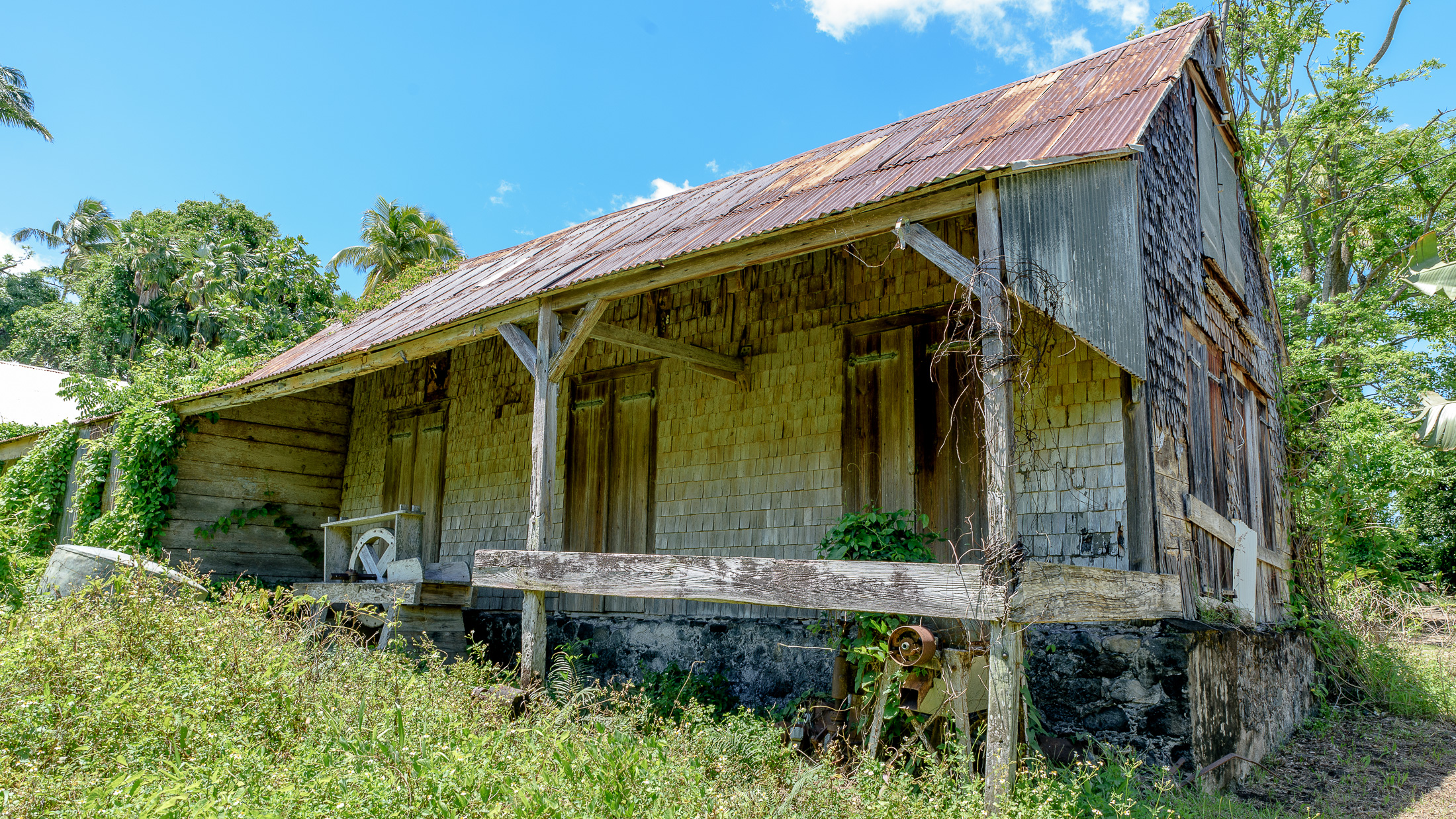
Habitation La Lise.
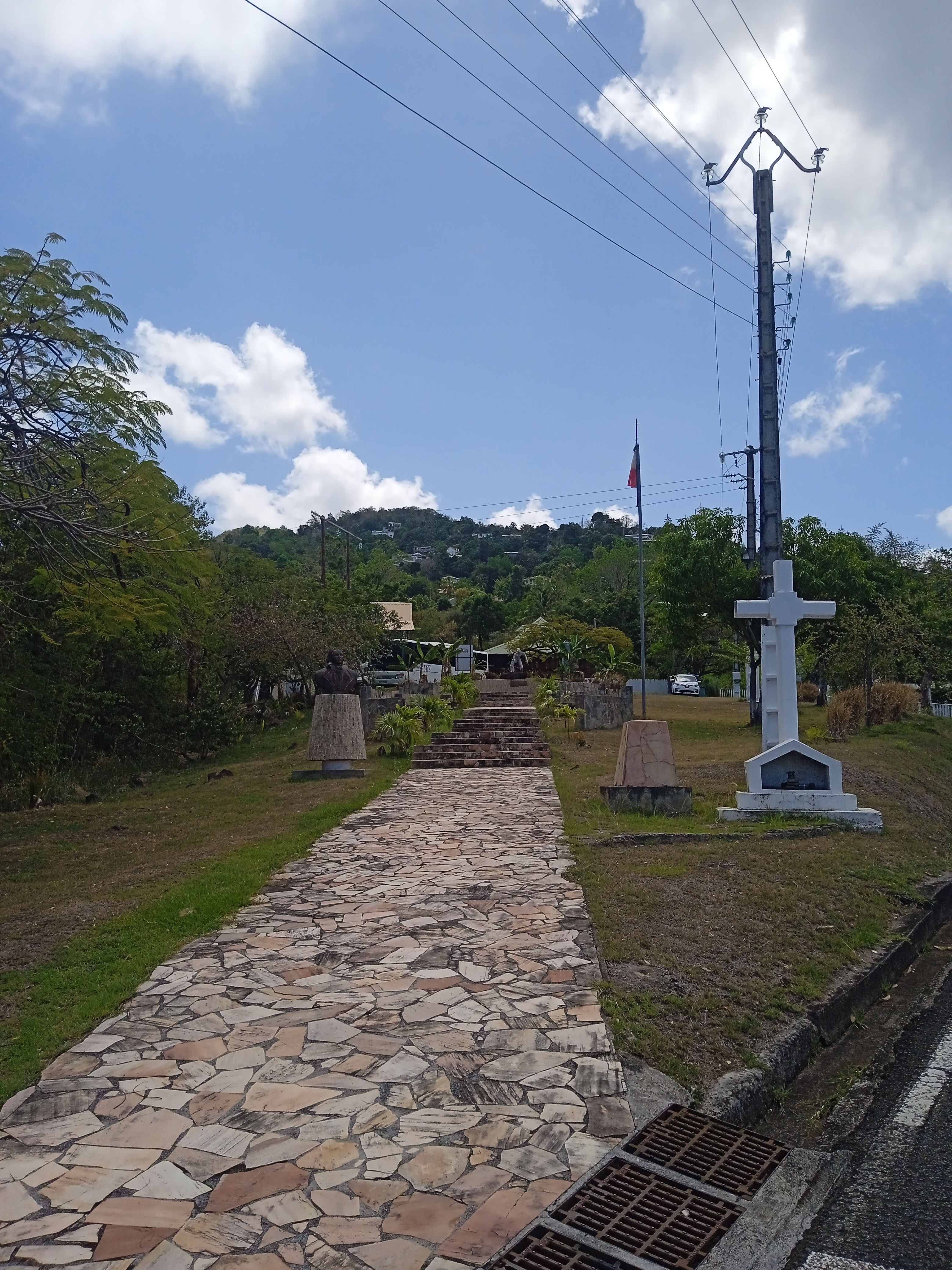
Mémorial de la liberté (Village).
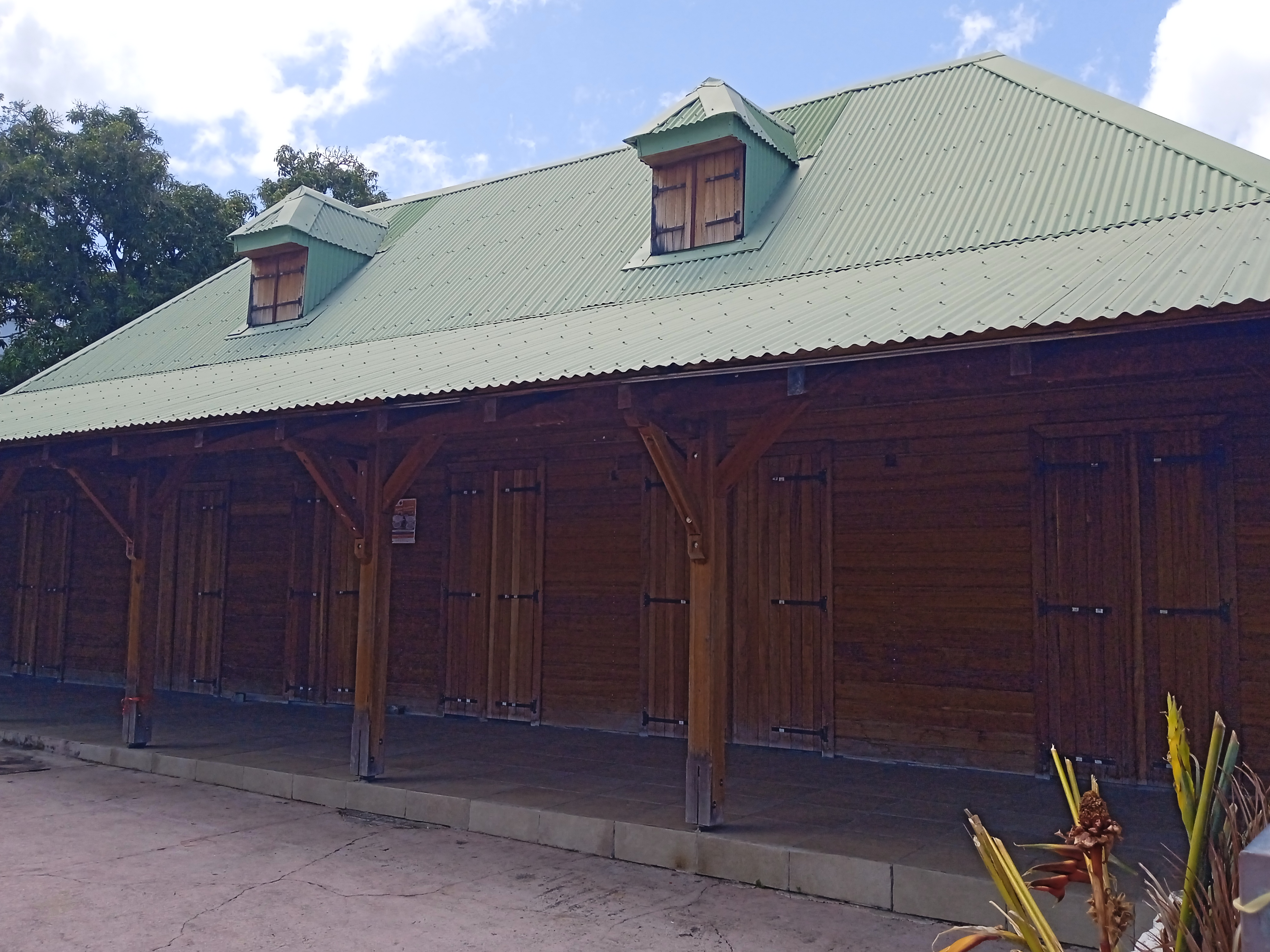
Habitation d'Huy.
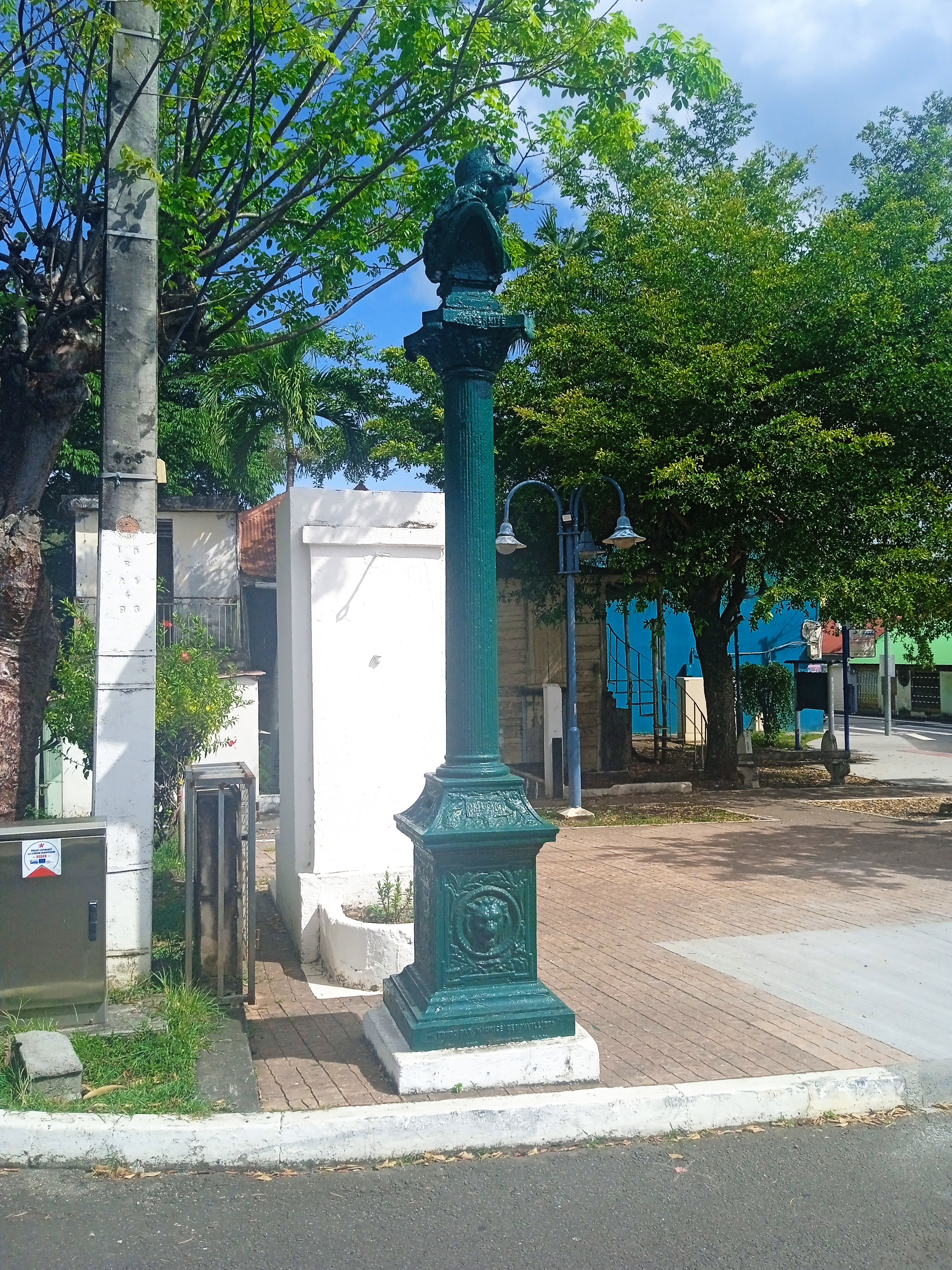
La Colonne commémorative du centenaire de la Révolution française de 1789.

### Personnalités liées à la commune
- Raymond Guillod, maire de Bouillante de 1953 à 1983 et député de la Guadeloupe.
- Philippe Chaulet, gérant de société, maire de Bouillante de 1984 à 2005 et député de 1993 à 2002
- Vital Lative, esclave devenu maire de la commune de 1852 à 1875.